# Liste der Monuments historiques in Deyme
Die Liste der Monuments historiques in Deyme führt die Monuments historiques in der französischen Gemeinde Deyme auf.

## Liste der Bauwerke
| Bezeichnung               | Beschreibung                    | Standort | Kennzeichnung | Schutzstatus | Datum | Bild           |
| ------------------------- | ------------------------------- | -------- | ------------- | ------------ | ----- | -------------- |
| Pont-canal de la Joncasse | Aquädukt über den Canal du Midi | (Lage)   | PA31000023    | Inscrit      | 1998  |                |
| Pont de Deyme             |                                 | (Lage)   | PA31000024    | Inscrit      | 1998  | weitere Bilder |